# شون هيوز (ملاكم)
شون هيوز (بالإنجليزية: Sean Hughes)‏ مواليد 5 يونيو 1982 في إنجلترا، هو ملاكم محترف بريطاني يصنف ضمن فئة وزن الديك.

## إحصائيات
خاض خلال مسيرته 31 نزالا، فاز في 17 وتعادل في 2 وخسر في 12. فاز بالضربة القاضية في نزال واحد.

## روابط خارجية
- شون هيوز على موقع بوكس ريك (الإنجليزية) (registration required)